# Krzysztof Majchrzak (muzyk)
Krzysztof Majchrzak  (ur. 6 stycznia 1954 w Częstochowie) – polski basista, kompozytor.
Jeden z najbardziej twórczych gitarzystów basowych w Europie. Współtwórca formacji Weston–Majchrzak–Gembalski „Magic Hands”[wymaga weryfikacji?], Labirynt, Tie Break i Sunset. Współpracował z New Jazz Band, Street Blues, Symphonic Sound Orchestra Jarosława Śmietany. Od roku 1988 mieszka i tworzy we Francji.

## Kariera muzyczna
O szkole muzycznej pomyślał stosunkowo późno, bo w wieku 21 lat. Kiedy w częstochowskiej Szkole Muzycznej zwolniło się miejsce w klasie kontrabasu, Majchrzak podjął ostateczną decyzję o kierunku kształcenia. W szkole poznał Janusza Iwańskiego, Czesława Łęka i Antoniego Gralaka i razem z nimi stworzył zespół o nazwie Tie Break. W 1980 roku grupa pojechała do Krakowa na festiwal Jazz Juniors i zajęła pierwsze miejsce. W tym czasie Majchrzak zaczął mieć problemy z ręką, co zmusiło go do porzucenia kontrabasu. Postanowił grać na basie elektrycznym i przy tym instrumencie już pozostał.
Najważniejsze festiwale, na których Majchrzak wystąpił z zespołem, to Jazz nad Odrą (lata 1980, 1986) i Jazz Jamboree (1982-1983). Później razem z A. Przybielskim, W. Kiniorskim, A. Koreckim, M. Zduniakiem, J. Piaskowskim, J. Iwańskim, A. Gralakiem, S. Juvandiusem i H. Gembalskim grał w zespole New Jazz Band. Był także członkiem grupy Jarosława Śmietany Symphonic Sound Orchestra, w którym grali m.in. Zbigniew Namysłowski i Jan Ptaszyn Wróblewski.
Później stworzył zespół, który nazywał się Sunset. Koncertował też z Adamem Kawończykiem.
W 1988 roku Majchrzak wyjechał do Francji. W jednym z wywiadów przyznał, że był to wyjazd w nieznane, bez kontaktów i znajomości. Jednak szybko udało mu się zaaklimatyzować. Rozpoczął współpracę z muzykami z zespołu Dune, później zagrał z Caravane Brocoli na spektaklu poświęconym Billie Holiday. Razem z Edgarem Ravahatrą brał udział w koncertach realizowanych przez radiostacje France Inter i Radio France Internationale. Wystąpił też na festiwalu muzyki francuskiej Francofolie w La Rochelle.
Jednym z ciekawszych projektów był duet z mołdawskim skrzypkiem – Oktavianem Tzaranou.
Następnie muzyk przyłączył się do zespołu Tourmaline, z którym wyjechał na trasę koncertową do Kanady. Poza tym, Tourmaline wystąpił na festiwalach w Montrealu i w Quebeku, a nawet w kanadyjskim programie telewizyjnym. W 1993 roku Majchrzak rozpoczął współpracę z polskim bluesowym zespołem Tomasza Dziano Street Blues, z którym trzy lata później nagrał płytę pt. Driving Licence, a w 2000 roku kolejną, zatytułowaną Prodigal Son. W międzyczasie, razem ze Street Blues, brał udział w licznych festiwalach, a z Tomaszem Dziano, Philippe’em Garcią i Januszem Yaniną Iwańskim działał w zespole D.Y.M.
Rok 1994 przyniósł Majchrzakowi nowe projekty muzyczne, najpierw z Gembalskim i Garcią – Lonley Kosmiks, później słynne trio z Gembalskim i Zduniakiem – Labirynt. W 1998 roku zespół, przy współpracy saksofonisty Toma Bergerona, nagrał płytę pt. Labirynt, którą wydała amerykańska wytwórnia Teal Creek Records. Później powstał jeszcze album pt. Ethnic wydany przez Polonię Records. W 2004 roku, z okazji dziesięciolecia istnienia, grupa Labirynt wybrała się na tournée po Francji i nagrała materiał na nową płytę EXIT. Krzysztof Majchrzak współtworzył także wiele innych zespołów, były to m.in. Exagere-Moi-Ensemble, Les Last X, Grand Duc, Mohican, Z`Ebra, Poesique, l`O.G.R.E, Whirled Jazz, M.B.G Orchestra. W 2001 roku uformował grupę, której był liderem – nazywała się Majchrzak Projekt. Z Yaniną i P. Garcią stworzył Trio Y.M.G. Ponadto grał z takimi muzykami, jak Tom Bergeron, Philippe Gilbert, Laurent Levesque, Wojciech Konikiewicz, Michel Godard, Rick Hollander a wcześniej Magic Slim, Bill Thomas czy John Primer.
W 2013 wraz z amerykańskim perkusistą Grant C Weston, grającym m.in. z Ornette Coleman, John Zorn, Derek Bailey, James Carter (muzyk) i skrzypkiem Henrykiem Gembalskim utworzył trio „WMG Magic Hands”[wymaga weryfikacji?], w 2014 wraz z Grant C Weston i pianistą Pete Drungle utworzył trio "EKSTASIS", w 2014 zaproszony do formacji Grant C Weston TWXperience, w 2015 utworzył The K Project, w której to formacji gra amerykański perkusista Warren Benbow grający m.in. z James Blood Ulmer i Nina Simone.
Majchrzak prowadzi we Francji warsztaty muzyczne, zajęcia z improwizacji i z basu elektrycznego. Jest także członkiem kilku związków artystycznych: Polskiego Stowarzyszenia Jazzowego i francuskich Związku Artystów Wykonawców Muzyki i Tańca ADAMI, Związku Artystów Muzyków Wykonawców SPEDIDAM oraz Związku Autorów-Kompozytorów SACEM. W twórczości Majchrzaka słychać wpływy wielokulturowej Francji – można doszukać się motywów muzyki hinduskiej, arabskiej czy hebrajskiej. Majchrzak wysoko ceni sobie również muzykę rockową – jedna z najbardziej znaczących dla niego postaci to Jimi Hendrix, istotne wrażenie robi na nim też Jack Bruce, basista The Cream.
Majchrzak bardzo dużą wagę przywiązuje do improwizacji, dlatego gra na basie preparowanym, i włącza do swoich kompozycji elementy etniczne. Poszukuje dźwięków oryginalnych i niepowtarzalnych. Jest przeciwny powielaniu wzorców tradycyjnego jazzu amerykańskiego.
Od roku 2008 dyrektor artystyczny "Inadianapolis Studio" oraz dyrektor artystyczny "Jazz Urbain Festival".

## Dyskografia
- 1983 Tie Break: K7, Sonus, LP
- 1996 Street Blues: Driving Licence, CM Production
- 1997 Krzysztof Majchrzak/Yves Perrin/Pascal Borel/Kouki Portelano: Fantazia, Dexton Music
- 1998 Labirynt: Labirynt, Teal Creek Records
- 1999 Gembalski/Zduniak/Majchrzak: Ethnic, Polonia Records
- 2000 Street Blues: Prodigal Son, Raincheck
- 2000 Z`Ebra Trio: Cornette, Plaza Records
- 2003 Krzysztof Majchrzak/Philippe Gilbert: Un Soir de Neige Sur Lyon, MK Muzikk
- 2005 LABIRYNT: Exit, Teal Creek Music
- 2007 LABIRYNT: Motion Tissue, Teal Creek Music
- 2014: Magic Hands – Weston-Majchrzak-Gembalski[1], MK Muzikk[potrzebny przypis]
- 2018: H-E-K-A (MK Muzikk) – Krzysztof Majchrzak & Drummonaut[2]
- 2018: Cosmic Trip (MK Muzikk)[3]
- 2019: Our Last Session. Michał Zduniak in Memoriam (Fundacja im. M. Zduniaka) – Gembalski/Chochół/Majchrzak/Zduniak[4]
- 2020: 1999 Harmolodic Odyssey (MTJ Polska) – Majchrzak–Gembalski–Iwański–Zduniak[5]
- 2021: Rytm Serca (Muzeum Częstochowskie) – poezja Haliny Poświatowskiej, z Agnieszką Łopacką, M. Pośpieszalskim, Januszem „Yanina” Iwańskim i Cyprianem Baszyńskim[6][7]
- 2021: Summa Intuitiva – The Intuition Orchestra (Audio Cave) – Ryszard Wojciul, Bolesław Błaszczyk, Jacek Alka, Olga Szwajgier,  Justyna Rekść-Raubo, Maria Pomianowska, Wojciech Błażejczyk, Krzysztof Knittel, Krzysztof Majchrzak,  Krzysztof Szmańda[8]
- 2022: 432 Hz (Soliton)[9]
- 2022: Triangle (Audio Cave) – Tadeusz Sudnik–Krzysztof Majchrzak–India Czajkowska[10]